# ZBD-04
ZBD-04 je čínské bojové vozidlo pěchoty vyráběné společností Norinco a zavedené do výzbroje Lidové osvobozenecké armády na počátku roku 2000.

## Historie
Čínská lidová republika dlouho usilovala o vývoj bojového vozidla pěchoty, které by mělo dostatečnou palebnou sílu a mobilitu a zároveň zaručovalo dobrou ochranu posádky. V 80. letech tak vznikl typ WZ501 (typ 86), který byl v podstatě kopií sovětského BMP-1. Vzhledem k tomu, že BMP-1 byl v té době již považován za zastaralý, bylo WZ501 čínským vedením klasifikováno pouze jako dočasné řešení. Bylo rozhodnuto vyvinout moderní bojové vozidlo pěchoty, což vedlo ke vzniku ZBD-04 (typ 04), které bylo vnějškově založeno na ruském bojovém vozidle pěchoty BMP-3.
V původních plánech neslo název ZBD97. Práva na základní technologii tohoto bojového vozidla pěchoty byla získána v roce 1997.

## Technika
Na rozdíl od tanku BMP-3 je vznětový motor tanku ZBD-04 umístěn v přední části tanku. Výhodou je, že přepravované jednotky jsou umístěny v zadní části vozidla a mohou tak vozidlo opustit zadními dveřmi nebo střešními poklopy. Kromě tříčlenné posádky může být v obrněném transportéru přepravováno dalších sedm osob. Součástí vybavení je také pasivní zařízení pro noční vidění.
ZBD-04 je obojživelný a ve vodě je poháněn dvěma čerpadlovými vrtulemi. Kromě toho musí být vpředu namontována přepěťová deska, která nádrž nadnáší. ZBD-04 je první čínský obrněný transportér, který je plně obojživelný a dokáže překonávat delší vzdálenosti ve vodě plaváním. Vozidlo tak může být použito při obojživelných vyloďovacích operacích.

## Výzbroj
Podvozek tanku ZBD-04 je čínské výroby, zatímco věž je převzata z tanku BMP-3. Palebná síla je srovnatelná s BMP-3. 100mm kanón s automatickým nabíječem má účinný dostřel až čtyři kilometry. Toto dělo může také střílet protitankové řízené střely, většinou odvozené od sovětské střely 9M117. Tyto řízené střely jsou údajně schopny proniknout 600 mm silným pancířem. Pravděpodobnost zásahu je přibližně 80 %. Kulomet ráže 30 mm má účinný dostřel 1,5 až 2,0 km. ZBD-04 je vybaveno kulometem ráže 7,62 mm, který je souosý se 100mm kanónem.

## Verze
Typ 97 – základní verze
Typ 97 C&C – velitelské vozidlo s vylepšeným komunikačním vybavením a bez věže
Type 97 AEV – obrněné ženijní vozidlo na prodlouženém podvozku Type 97